# Digimon Adventure 02
Autre
Digimon Adventure 02 (デジモンアドベンチャー 02, Dejimon Adobenchā Zero Tsū), connue sous le titre de la distribution Digimon Digital Monsters, (dit Digimon (saison 2),,, Digimon 02) en France, est la deuxième saison de la série d'animation japonaise, dérivée et inspirée de la franchise médiatique Digimon créée par Akiyoshi Hongo. Avec un total de cinquante épisodes, elle initialement diffusée du 2 avril 2000 au 25 mars 2001 sur la chaîne de télévision Fuji TV au Japon. Exportée dans plus de quarante pays, dont en France, la série est initialement diffusée du 3 septembre 2001 au 31 janvier 2002 sur Fox Kids, puis sur TF1, dans l’émission TF! Jeunesse du 8 septembre 2001 au 29 juin 2002. Un long métrage, Digimon, le film, sort le 4 avril 2001 en France et rapporte plus de seize millions de dollars dans le monde. La série est une continuité directe de la première saison, mettant en scène une nouvelle génération de digisauveurs luttant contre divers antagonistes dont l'Empereur des Digimon et MaloMyotismon,,. Elle emploie des éléments similaires à la précédente saison tels que les aller-retours entre le Digimonde et monde réel et les altercations humoristiques entre personnages, notamment.
De nombreux produits dérivés à l'effigie de Digimon 02 ont été commercialisés, incluant jouets, peluches, cartes à collectionner, mangas, magazines, costumes, fournitures scolaires, gadgets, accessoires, albums, et jeux vidéo principalement distribués par la branche commerciale japonaise Bandai. En France, une série de coffrets DVD édités par LCJ Éditions paraît à partir de 2009.
La série animée est adaptée par la société Saban Entertainment. À la suite de la redistribution des droits, c'est Toei Animation qui se charge de la distribution de Digimon en France.
Pour les vingt ans de Digimon Adventure, un film intitulé Digimon Adventure: Last Evolution Kizuna sort dans les salles japonaises et françaises en 2020 comprenant cette nouvelle génération d'héros, également protagonistes d'une suite, The Beginning de 2023,. La version française intègre le catalogue à la demande de ADN le 20 mars 2020 et la version japonaise intègre Crunchyroll, le 30 avril 2021 et ADN le 7 mars 2024. Digimon 02 est également diffusée depuis le 12 juillet 2022 sur Pluto TV.

## Scénario
La série se déroule, dans les faits, trois ans après les événements de la première saison. À cette période, les digisauveurs reprennent leur vie initiale, pensant le Digimonde, un monde parallèle au monde réel dans lequel ils sont parvenus à vaincre Apocalymon, redevenu calme et paisible. Cependant, un nouvel antagoniste fait son apparition, l'« Empereur des Digimon », régnant en maître dans certaines parties du Digimonde, initialement à l'aide d'anneaux maléfiques et de tours noires de sa création, et par la suite de spirales infernales, lui permettant de réduire en esclavage chaque Digimon et d'empêcher leur digivolution. En parallèle, une nouvelle génération de digisauveurs, composée de cinq principaux protagonistes, dont deux anciens — Kari Kamiya et T.K. Takaishi — fait également son apparition. Pourvue d'objets appelés 3D (un nouveau type de digivice) leur permettant d'ouvrir un accès direct à divers endroits du Digimonde lorsqu'ils le désirent, et de digi-œufs permettant la digivolution de leur Digimon même en présence des tours noires, la nouvelle génération parvient, après vingt-deux épisodes, à déjouer les plans de l'Empereur des Digimon, qui s'avère être Ken Ichijouji, grâce au sacrifice de son partenaire, Wormmon. Dans l'épisode 23, un flashback montre l'enfance de Ken durant laquelle ses parents ne prêtaient aucunement attention à lui contrairement à son frère, qu'il souhaitait par jalousie voir mourir. La vie de Ken, bouleversée par la mort de son frère lors d'un accident de voiture, s'assombrit et il décide à partir de ce point de conquérir le Digimonde.
Peu après ce revirement, deux nouveaux antagonistes, Arukenimon et son allié Mummymon, composés de tours noires apparaissent et sèment à leur tour le trouble dans le Digimonde. De son côté, culpabilisant du chaos qu'il a répandu dans le Digimonde, Ken rejoint les digisauveurs, au départ réticents de sa présence, et se bat à leurs côtés avec l'aide de son partenaire, Wormmon. Néanmoins, une menace encore plus grande fait surface, BlackWarGreymon, un Digimon maléfique d'une puissance phénoménale constitué d'anciennes tours noires. Hors de contrôle et laminant tout ce qui se dresse sur son chemin, BlackWarGreymon tente de trouver la raison de son existence. De son côté, un autre individu du nom de Yukio Oikawa, chef des deux sbires Arukenimon et Mummymon, parvient à ouvrir un portail virtuel accédant au Digimonde, libérant de nombreux Digimon sauvages incontrôlables qui s'éparpillent dans les quatre coins du monde réel. Au courant de la présence de ces Digimon dans leur monde, les cinq principaux protagonistes, aidés des anciens digisauveurs de la première saison, de divisent en plusieurs groupes, et partent à leur poursuite afin de les ramener dans le Digimonde à l'aide d'ordinateurs portables. Entretemps, Oikawa, aidé de ses deux sbires, kidnappe plusieurs enfants solitaires à qui il a injecté des spores noires. Ken apprend par Oikawa qu'il lui avait également injecté ces spores, qui auraient d'ailleurs été la cause de sa métamorphose en Empereur des Digimon, et qu'il doit les scanner pour les imprimer sur les enfants kidnappés. Les digisauveurs apprennent par la suite que tous ces événements étaient liés et causés depuis le tout début par Myotismon, l'un des antagonistes vaincus dans la première saison, revenu sous sa forme la plus puissante, MaloMyotismon. La saison se termine à l'aide de tous les digisauveurs originaires de tous les pays du monde, mettant à profit la lumière émanant de chacun d'entre eux, souhaitant le rétablissement de la paix et de l'ordre dans les deux mondes. Oikawa, trop faible pour retourner dans le monde digital, rétablit la paix et l'harmonie une fois décédé. La paix de nouveau instaurée, les sauveurs du monde entier reçoivent officiellement leur propre partenaire Digimon. Vingt-cinq ans plus tard, tous les digisauveurs changent radicalement de vie.

## Personnages
- Daisuke « Davis » Motomiya[25] est le premier protagoniste et leader du groupe, un jeune garçon naïf, courageux et passionné de football, qui a un faible pour Kari, ce qui mène à une rivalité entre lui et T.K ; son partenaire Digimon est Veemon et son symbole est celui du courage et de l'amitié.
- Miyako « Yolei » Inoue[26] est une jeune fille, tête brûlée souvent impulsive, possédant quelques connaissance en informatique ; sa partenaire Digimon est Hawkmon et son symbole est celui de l'Amour et de la sincérité.
- Iori « Cody » Hida[27] est le plus jeune enfant du groupe ; son partenaire Digimon est Armadillomon et son symbole est celui de la connaissance-responsabilité.
- Les deux anciens digisauveurs — Kari Kamiya, la sœur de Tai, et T.K. Takaishi, le petit frère de Matt — répondent également présents aux côtés de leurs partenaires Digimon, Gatomon et Patamon, respectivement.
- Les cinq enfants sont, par la suite, rejoint par Ken Ichijouji, surdoué mais introverti et également ancien ennemi du groupe, et de son partenaire Wormmon[24].

## Développement
À la suite du succès télévisuel de la première saison, une continuité directe intitulée Digimon Adventure 02 est annoncée par la société Bandai pour 2000. C'est l'ultime série télévisuelle de l'univers Adventure, Digimon se caractérise ensuite à différentes itérations indépendantes avec de nouveaux personnages et de nouveaux environnements, la cohérence entre les œuvres n'est pas prise en compte.
Avec une audience maximale de 12,7%, minimale de 6,2% et une moyenne de 11,0% sur Fuji TV, et des recettes totales en jouets Bandai de 14,4 milliards de yens[réf. souhaitée], Digimon 02 est produit au plus fort de la popularité de Digimon, et atteint des chiffres élevés en termes de ventes de jouets et de produits dérivés et d'exploitation vidéo. Par la suite, la franchise médiatique Digimon connaît plusieurs échecs au Japon à partir de 2001, avec un rejet des premiers spectateurs,. La franchise chute totalement au Japon — en ventes, audiences et au box-office — dès l'année suivante,,.
La série se caractérise par l'apparition d'une grande variété de digivolutions anciennes et de nouvelles, telles que l'hyper-digivolution, dans laquelle les Digimon se digivolvent grâce au pouvoir de digi-œufs et de la « digivolution ADN », dans laquelle les Digimon se combinent entre eux.
La série est produite avec le principe à faire en sorte que tous les personnages aient une exposition égale et qu'ils battent les ennemis à peu près le même nombre de fois, par opposition à l'œuvre précédente, où seulement certains personnages jouaient un rôle actif. Elle évolue au gré des conflits entre les équipes créatives et des scénaristes en chef Genki Yoshimura et Atsushi Maekawa sur la direction générale à adopter, aboutissant à la polytonalité de l'anime, plusieurs membres de l'équipe ont manifesté leur souhait de quitter la production à Bandai.

### International
Bien que la nouvelle itération soit par nature plus comique que son prédécesseur, l'adaptation américaine est à la demande des producteurs aux auteurs à l'être davantage. La version française adapte cette approche et adopte par moments un ton plus décalé et burlesque.
En France, cette version rencontre un succès immédiat auprès de la cible commerciale sur TF1, où elle connaît le plus fort taux de croissance en 2001 avec un volume horaire de quarante-deux heures ; un niveau horaire atteint pour de l'animation japonaise comparable à celui observé en 1996 avant la disparition du Club Dorothée.
Digimon 02 devient l'une des séries les plus populaires de Fox Kids tant en Amérique du Nord qu'au Royaume-Uni, et contribue également aux taux d'audience élevés de la chaîne,. En 2002, 54 % des recettes de la franchise Digimon proviennent alors de l'exploitation hors des frontières japonaises et tandis que la franchise s'essouffle totalement au Japon à cette période, elle reste populaire à l'étranger jusqu'au milieu des années 2000. 

## Médias

### Épisodes
Digimon Adventure 02 compte un total de cinquante épisodes d'une durée d'approximativement 23 minutes, produites par Toei Animation, initialement diffusés du 2 avril 2000 au 25 mars 2001 sur la chaîne télévisée japonaise Fuji Television,. Les épisodes sont réalisés par Hiroki Shibata, et produits par Hiromi Seki et Kyotaro Kimura. Des cassettes vidéo et DVD ont été vendus au Japon et hors de ses frontières. En Malaisie, la série est diffusée du 28 avril 2002 au 6 avril 2003. Aux Philippines, elle a été diffusée du 3 avril au 20 juillet 2008.

Logo original de la série.

En Amérique du Nord, Saban Entertainment a produit une adaptation en anglais qui a été diffusée sur Fox Kids du 19 août 2000 au 19 mai 2001. La version française de la série est diffusée au Canada sur la chaîne Télétoon Canada, et la version anglaise sur YTV. En Amérique du Sud, la diffusion des épisodes débute sur Fox Kids à la fin 2001. En Belgique francophone, cette série est diffusée sur Club RTL.
En France, Digimon, (saison 2) est diffusé intégralement sur Fox Kids en quotidienne initialement à partir du 3 septembre 2001 au 31 janvier 2002, puis sur TF1, dans le bloc TF! Jeunesse à partir du 8 septembre de la même année jusqu'au 29 juin 2002 sur l'épisode 41 Le Tour du Monde, à la veille de la Coupe du monde de football 2002 qui déprogramme TF! Jeunesse le temps d'un été. 
À la rentrée 2002, Fox Kids (France) prend la décision de rediffuser cette deuxième saison en quotidienne, en retirant de sa programmation Digimon Tamers, un nouveau pari commercial sans lien avec l'univers Adventure, pendant deux ans, ; la chaîne devient Jetix à partir de février 2004, avec des rediffusions des séries Digimon jusqu'en 2006 environ. Digimon 02, avec la première et la troisième itération, fait également les beaux jours de la nouvelle chaîne jeunesse du groupe TF1, Tfou TV, de 2003 jusqu'en 2008.

### Vidéo à la demande
En Amérique du Nord, la version japonaise a été diffusée en vidéo à la demande avec des sous-titres anglais sur la version américaine de Crunchyroll en 2008, suivie de Funimation en avril 2009. Ainsi que sur la version américaine de Netflix avec Digimon Adventure du 3 août 2013 au 1er août 2015 dans deux offres : doublage anglais et en sous-titrées japonais.
En France, Digimon 02, en version française intègre le catalogue de la plateforme Anime Digital Network, le 20 mars 2020 en SVOD payante ; puis en VOD gratuite dès 14 septembre 2020, à l'occasion de la sortie nationale de Digimon Adventure: Last Evolution Kizuna. La plateforme propose une version hybride qui remplace le générique français (de Claude Vallois) par les génériques japonais ; les sources d'image des épisodes restent sensiblement identiques aux DVD français de LCJ Editions. Digimon 02 intègre Pluto TV (France) pour une diffusion en français, en AVOD linéaire dès le 12 juillet 2022.
La version japonaise « intégrale » est pour la première fois mise à disposition avec des sous-titres français sur Crunchyroll, le 30 avril 2021 ; en vidéo à la demande gratuite jusqu'au 15 août 2022 puis en SVOD payante ; en haute définition (une upscale produite par la société Happinet en 2016) avec une traduction de Titrafilm.

### Sortie vidéo
En Amérique du Nord, une première cassette, intitulée Digimon: Digital Monsters - A New Digitude, est commercialisée le 5 juin 2001, distribuée par 20th Century Fox suivie d'une autre, intitulée The Emperor's Last Stand, le 16 octobre 2001. Une réédition sort le 29 janvier 2002, distribuée par Buena Vista Home Entertainment,. Un coffret DVD de l'intégrale sort chez New Video Group le 26 mars 2013, et en Australie chez Madman Entertainment le 23 juillet 2014.
En France, LCJ Editions sort des coffrets « intégrale de Digimon » avec la deuxième saison dès 16 avril 2009, commercialisés à partir du troisième coffret pour vingt-trois épisodes, contenant les quatorze derniers épisodes de la première saison pour neufs épisodes de cette deuxième saison. Les épisodes 10 à 32 sortent dans un quatrième coffret le 16 octobre 2009 et les épisodes 33 à 50 sortent dans un cinquième coffret le 11 mai 2010.

### Films
Les premiers métrages Digimon sont produits et distribués pour la Toei Anime Fair, des événements au Japon destinés aux enfants consistant en un double ou triple programme de courts métrages d'animation afin de promouvoir les animés Toei du moment,. Le premier moyen métrage dérivé de Digimon Adventure 02, Hurricane Jouriku!! Chōzetsu Shinka!! Ōgon no Digimental, le troisième de la franchise Digimon, est sorti le 8 juillet 2000 à l'occasion du Toei Animation Summer 2000,. Il a été réalisé par Shigeyasu Yamauchi. Le film a été projeté en deux parties, avec une projection du film Magical Doremi entre les deux segments. Seuls quatre mois séparent la sortie du précédent volet et de ce film dérivé de la saison en cours de diffusion au Japon ; Toei Animation refuse un scénario initialement validé, considéré comme sinistre et sans action, une dizaine de scripts seront élaborés et proposés en urgence, le film ne rencontre pas l'accueil escompté des fans et des critiques. L'évènement rapporte 120 milliards de yens. 
Digimon Adventure 02 : Diablomon no Gyakushû est un court métrage de vingt-neuf minutes réalisé par Takahiro Imamura, sorti le 3 mars 2001 au Japon. L'histoire suit les digisauveurs dans leur combat contre un Diaboromon ressuscité et avide de vengeance. Le 30 mai 2018, le réalisateur des séries Hiroyuki Kakudō déplore un manque de rigueur de ces deux films dérivés produits sans son implication ; au propos du manque d'intégration de la diégèse et des concepts de ces séries.
Le premier moyen métrage est par la suite adapté, regroupé et intégré dans un projet cinématographique américano-japonais, intitulé Digimon, le film, une version internationale de 85 minutes produite par Saban Entertainment et composite des courts métrages promotionnels Digimon Adventure, le film (1999), Bokura no Uō Gēmu! et du métrage Digimon 02. Celui-ci procède à plusieurs changements dans le ton, les dialogues et l'intrigue afin de former un tout cohérent en raison d'obligations contractuelles avec Toei Animation et Bandai, la production commence après que la 20th Century Fox ait souhaité proposer un long métrage de la franchise Digimon, ce qui n'existait pas au Japon. Afin de relier les histoires des différents métrages, le protagoniste du troisième film, Willis, devient le fil conducteur de ce long métrage en devenant témoin et acteur de la création de Diaboromon,.  Davantage de dialogues sont intégrés, le style d'écriture est dans le style plus nerveux de la série d'animation en Amérique du Nord et en France. Le film sorti en octobre 2000 est accueillie d'une manière très mitigée par la presse,, mais est un succès au box-office, en rapportant plus de 16 millions de dollars dans le monde pour un budget de production de 5 millions de dollars. Lorsque le film est sorti en France le 4 avril 2001, il devient le 8e film d'animation japonais à licence dans le box office français (jusqu'en 2013). À l'occasion de ces sorties, des bandes originales, accompagnées de cassettes vidéo et DVD ont été commercialisés.
Les personnages apparaissent dans le long métrage Digimon Adventure: Last Evolution Kizuna, sorti en 2020 au Japon et en France en distribution événementielle de trois jours par CGR Events, cette exploitation — dans près de deux cents salles et avec une vaste campagne de promotion — divise néanmoins son public cible d'après le Journal du Japon. Les voix de la série télévisée ne sont pas reprises dans l'adaptation doublée ; l'ayant droit français Toei Animation n'exploite pas le film ni cette première adaptation sur d'autres supports — en DVD ou en vidéo à la demande, le site Manga-News lui attribue le statut d'« arlésienne »,. 
La production de sa suite directe, Digimon Adventure 02: The Beginning, dérivée de cette deuxième saison est annoncée le 1er août 2021 ; réalisé par Tomohisa Taguchi, l'histoire tourne autour de la rencontre de Davis et de la bande des digisauveurs avec Rei Owada, qui prétend être la première personne à s'être associée à un Digimon. Il sort le 27 octobre 2023 au Japon.

### Mangas etcomics
Pendant la diffusion de la série animée, Digimon Adventure V-Tamer 01 paraissait encore en parallèle dans les pages du V Jump. Les héros de la saison 2 y feront une apparition. Une adaptation abrégée de la série télévisée en manhua, Digimon 02 Zero Two (數碼寶貝02, Zero Two), par Yuen Wong Yu est publiée dans les pages du CO-CO! Magazine. Suit deux éditions reliées anglaises pour Singapour et l'Amérique du Nord.
Également dérivé des épisodes de Digimon Adventure 02, le comics de Daniel Horn dans le magazine homonyme mensuellement traduit par Dino Entertainment, Dino+ et Panini Comics à Issy-les-Moulineaux, qui est commercialisé en France à partir de novembre 2001 (un mois après la fin de la première saison) ; les chapitres de la deuxième saison du magazine prennent fin douze mois plus tard en septembre 2002 (au milieu de l'arc Empereur), pour dix numéros,,, et laisse place à l'adaptation de la troisième saison Digimon Tamers.

### Produits dérivés
À l'occasion de la sortie de la deuxième saison Digimon Adventure 02 au Japon, deux compilations musicales intitulées Digimon Adventure 02 : Uta to Ongaku Shū Ver.1 et Digimon Adventure 02 : Uta to Ongaku Shū Ver.2 ont été commercialisés entre le 5 juin 2000 et le 24 janvier 2001. Toujours dans le domaine musical, cinq CD drama sont commercialisés et intitulés Digimon Adventure 02 : The Door to Summer, Digimon Adventure : Character Song + Mini Drama 2, Digimon Adventure : Original Story, 2-and-a-half Year Break~, Digimon Adventure 02 : Original Story, Spring 2003 et Digimon Adventure 02: Yamato Ishida, Tegami -Letter-.
De nombreuses cassettes vidéo et DVD ont également été commercialisés.
Dans le domaine vidéoludique, plusieurs jeux vidéo relatent ou s'inspirent de la deuxième saison. Le premier jeu s'intitule Digimon Adventure: Anode Tamer et est commercialisé au Japon le 16 décembre 1999 sur console WonderSwan qui sera suivi par une suite intitulée Cathode Tamer le 20 janvier 2000,. Entre-temps, Digimon Adventure 02: Tag Tamers paraît le 30 août 2000, intronisant pour la première fois les personnages de Ryo Akiyama et Ken Ichijouji. Par la suite, d'autre jeux vidéo sont commercialisés relatant les personnages humains et/ou Digimon de la première saison, tels que Digimon Rumble Arena, et Digimon World 2003 sur console PlayStation.

### Musiques
Le compositeur de la version japonaise est Takanori Arisawa. Le générique de début est Target ~Akai Shōgeki~ par Koji Wada. Les deux génériques de fin sont Ashita wa Atashi no Kaze ga Fuku et Itsumo Itsudemo interprété par Ai Maeda.
Les compositions de la version américaine et française sont de Udi Harpaz, Amotz Plessner, Shuki Levy, Paul Gordon, Kussa Mahchi, Deddy Tzur, Andrew R. Muson et exécutées par l'orchestre symphonique de Tel Aviv,. Le générique de la série en français s'intitule simplement Digimon, interprété par Claude Vallois (C. et C. Vallois), avec des paroles d'Alain Garcia et une musique de Paul Gordon. Le générique de fin est Digimon Theme (Instrumental) de Paul Gordon.
Paul Gordon est l'auteur, le compositeur de la bande originale ska-punk-pop de la version américaine, ainsi que l'interprète des titres Let's Kick it Up, Change into Power et Hey Digimon. Jasan Radford est l'interprète des titres Run Around, Going Digital et Strange. Claude Vallois est l'interprète français de la bande originale américaine, avec des paroles d'Alain Garcia. Le titre Digimon (Générique de la série TV) est désormais inséré dans les épisodes.
En France, à l'occasion de la sortie du film, une bande originale composée par plusieurs interprètes a été commercialisée. Ainsi qu'une version longue du générique français, le Digi-Rap français (générique du film en DVD) et également une reprise du titre Hey Digimon, Les Digimon, exclusive à ce CD.

## Distribution

### Voix françaises
Doublage réalisé à la SOFI à partir de l'adaptation américaine de Saban Entertainment. Adaptation française de Gérard Salva, Patricia Llense, Alain Salva et Marie Roberts. Sous la direction artistique de Antoine Nouel.
La plupart des comédiens de la première saison sont présents, dont Marie-Eugénie Maréchal, Michèle Lituac, Thierry Bourdon (Veemon, Armadillomon) et Natacha Gerritsen (Hawkmon) de retour sur Kari, Gatomon, T.K. et Patamon. Les nouveaux digisauveurs sont interprétés par Fabrice Trojani, Dorothée Pousséo et Franck Tordjman sur Davis, Cody, Yolei et Ken. Donald Reignoux reprend la voix de Tai et endosse désormais le rôle du partenaire Digimon de Ken, Wormmon.
- Fabrice Trojani : Davis Motomiya, Halsemon, Daemon (voix 1)
- Thierry Bourdon : T.K. Takaishi, Veemon, Armadillomon, Tentomon
- Marie-Eugénie Maréchal : Kari Kamiya, Biyomon
- Michèle Lituac : Gatomon, Mimi Tachikawa, Madame Ichijouji (voix principale), Nancy Takaichi, June Motomiya (épisode 4)
- Dorothée Pousséo : Cody Hida, Yolei Inoue, Madame Ichijouji (voix 2)
- Franck Tordjman : Ken Ichijouji, Joe Kido, Michael (voix 2)
- Donald Reignoux : Wormmon, Tai Kamiya, Sam Ichijouji, Agumon (épisode 20)
- Hervé Rey : Agumon, Gabumon, Michael (voix 1)
- Annabelle Roux : Jun Motomiya, Sora Takenouchi, Palmon
- Natacha Gerritsen : Hawkmon, Patamon, Arukenimon, Izzy Izumi
- Michel Prud'homme : Digmon, Shurimon, Paildramon, BlackWarGreymon, Chikara Hida, WarGreymon
- Antoine Nouel : Angemon, Silphymon, Mummymon, Yukio Oikawa, Gennai, Azulongmon, Myotismon
- Erik Colin : Narrateur, Stingmon, Monsieur Ichijouji, Hiroaki Ishida, Malomyotismon, Daemon (voix 2), Wizardmon
- Alexis Tomassian : Gomamon, Zudomon, Matt Ishida
- Gérard Surugue : Gekomon (épisode 15)

### Voix japonaises
Les comédiens de la première série sont présents dans cette seconde saison.
- Reiko Kiuchi : Daisuke Motomiya
- Taisuke Yamamoto : Takeru Takaishi
- Kae Araki : Hikari Yagami
- Rio Natsuki : Miyako Inoue
- Megumi Urawa : Iori Hida, Armadimon
- Romi Park : Ken Ichijouji
- Miwa Matsumoto : Patamon
- Yuka Tokumitsu : Tailmon
- Junko Noda : V-mon
- Koichi Tochika : Hawkmon
- Naozumi Takahashi : Wormmon
- Toshiko Fujita : Taichi Yagami
- Yuto Kazama : Yamato Ishida
- Yūko Mizutani : Sora Takenochi
- Umi Tenjin : Koshiro Izumi
- Ai Maeda : Mimi Tachikawa
- Masami Kikuchi:  Joe Kido
- Chika Sakamoto : Agumon
- Mayumi Yamaguchi: Gabumon
- Atori Shigematsu : Piyomon
- Takahiro Sakurai : Tentomon
- Kinoko Yamada : Palmon
- Junko Takeuchi : Gomamon
- Hiroaki Hirata : le narrateur

## Accueil
Dans un sondage publié en 2001 par le mensuel japonais Animage auprès de ses lecteurs, Digimon Adventure 02 figure en 17e position sur la liste des anime à retenir pour le XXIe siècle, à égalité avec le film Mon voisin Totoro. Avec Power Rangers, Digimon Adventure 02 est l'une des séries les plus populaires du Fox Kids américain pendant sa diffusion et contribue également à la forte audience de la chaîne, battant des concurrents tels que ABC, Kids' WB et Nickelodeon.
Le site T.H.E.M Anime attribue une note de quatre étoiles citant les « personnages caractérisés, un scénario solide, et un monde parallèle différent pleinement réalisé. ».
Rétrospectivement pour Planète-Jeunesse, « Entre ceux qui l’aiment et ceux qui la détestent, la série a quelque peu divisé les fans de Digimon. [...] jugé trop difficile à suivre [...] La série n'est pourtant pas dépourvu de qualités. Les antagonistes ne sont ainsi plus de simples Digimon maléfiques mais des humains qui ont connu des traumatismes durant leur existence, les rendant intéressants psychologiquement voire touchants. ».
Benjamin Benoît, du journal Le Monde, qualifie rétrospectivement le générique français de thème aux paroles naïves mais identifiables par la plupart des enfants qui succèdent à la « génération Club Dorothée ». Manga News qualifie rétrospectivement la bande originale reprise par Claude Vallois de « chansons [qui] apportaient une ambiance endiablée à leur manière, une touche occidentalisée certes, mais qui pouvait avoir son effet. ».